# تنها کس (ویدئو)
تنها کس (به انگلیسی: The One) نام دی وی دی ویدئو است که در مارس ۲۰۰۴، توسط مایکل جکسون منتشر شد.